# Лав, Джон
Джон Лав (англ. John Love, 7 декабря 1924, Булавайо, Южная Родезия — 25 апреля 2005, Булавайо) — автогонщик из Родезии (совр. Зимбабве). Участник чемпионатов мира среди гонщиков.

## Карьера
Один из ведущих африканских автогонщиков, Джон Лав в 1961 вместе с Тони Мэггсом отправился в Великобританию и стал выступать в Formula Junior Cooper. В 1962 году дебютировал в чемпионатов мира среди гонщиков, приняв участие в Гран-при ЮАР.
В 1964 Лав выиграл первый южноафриканский чемпионат «Формулы-1». Всего он выигрывал серию шесть раз. Помимо этого, в 1964 году он единственный раз принял участие в гонке «Формулы-1» вне ЮАР, выступив в Гран-при Италии за заводскую команду Cooper (не прошёл квалификацию). Лав был постоянным участником Гран-при ЮАР до 1972, и в 1967 он добился успеха, придя вторым на собственном Cooper T79. Кроме того, Джон Лав часто выступал в сериях спортивных автомобилей.

## Полная таблица результатов в чемпионате мира среди гонщиков
| Легенда к таблице |                                                                    |
| --- | ------------------------------------------------------------------ |
| В таблице перечислены результаты всех Гран-при Формулы-1, в которых принимал участие гонщик. Строками таблицы являются сезоны, столбцами — этапы чемпионата мира. В каждой клетке указаны сокращённое название этапа и результат, дополнительно обозначенный цветом. Расшифровка обозначений и цветов представлена в нижеследующей таблице. |                                                                    |
| \| Пример \| Описание \| \| ------------ \| ------------------------------------------------------------------ \| \| 1 \| Победитель \| \| 2 \| Второе место \| \| 3 \| Третье место \| \| 5 \| Финишировал, заработав очки \| \| Сход \| Не финишировал, но при этом заработал очки \| \| 12 \| Финишировал, не получив очков \| \| НКЛ \| Финишировал, но не попал в финальную классификацию \| \| 15 \| Участвовал вне зачёта, либо по отдельной классификации \| \| 18 \| Не финишировал, но попал в финальную классификацию \| \| Сход \| Не финишировал \| \| НКВ \| Не прошёл квалификацию \| \| НПКВ \| Не прошёл предквалификацию \| \| ДСК \| Дисквалифицирован \| \| ИСК \| Исключён из протокола соревнований \| \| ТТ \| Заявлен для участия только в тренировках \| \| НС \| Участвовал в квалификации, но не стартовал в гонке \| \| Т \| Травмирован или болен \| \| ОТК \| Отказ от участия \| \| НТР \| Прибыл на соревнования, но на трассу не выезжал \| \| НПР \| Был заявлен в числе участников, но не прибыл к началу соревнований \| \| О \| Соревнования отменены \| \| \| Не участвовал \| \| Поул-позиция \| \| \| Быстрый круг \| \| |                                                                    |
| Пример | Описание                                                           |
| 1 | Победитель                                                         |
| 2 | Второе место                                                       |
| 3 | Третье место                                                       |
| 5 | Финишировал, заработав очки                                        |
| Сход | Не финишировал, но при этом заработал очки                         |
| 12 | Финишировал, не получив очков                                      |
| НКЛ | Финишировал, но не попал в финальную классификацию                 |
| 15 | Участвовал вне зачёта, либо по отдельной классификации             |
| 18 | Не финишировал, но попал в финальную классификацию                 |
| Сход | Не финишировал                                                     |
| НКВ | Не прошёл квалификацию                                             |
| НПКВ | Не прошёл предквалификацию                                         |
| ДСК | Дисквалифицирован                                                  |
| ИСК | Исключён из протокола соревнований                                 |
| ТТ | Заявлен для участия только в тренировках                           |
| НС | Участвовал в квалификации, но не стартовал в гонке                 |
| Т | Травмирован или болен                                              |
| ОТК | Отказ от участия                                                   |
| НТР | Прибыл на соревнования, но на трассу не выезжал                    |
| НПР | Был заявлен в числе участников, но не прибыл к началу соревнований |
| О | Соревнования отменены                                              |
| | Не участвовал                                                      |
| Поул-позиция |                                                                    |
| Быстрый круг |                                                                    |

| Сезон | Команда           | Шасси        | Двигатель                   | Ш | 1        | 2      | 3   | 4   | 5   | 6   | 7   | 8       | 9     | 10    | 11  | 12  | 13  | Место | Очки |
| ----- | ----------------- | ------------ | --------------------------- | - | -------- | ------ | --- | --- | --- | --- | --- | ------- | ----- | ----- | --- | --- | --- | ----- | ---- |
| 1962  | John Love         | Cooper T55   | Coventry-Climax FPF 1,5 L4  | D | НИД      | МОН    | БЕЛ | ФРА | ВЕЛ | ГЕР | ИТА | США     | ЮАР 8 |       |     |     |     | —     | 0    |
| 1963  | John Love         | Cooper T55   | Coventry-Climax FPF 1,5 L4  | D | МОН      | БЕЛ    | НИД | ФРА | ВЕЛ | ГЕР | ИТА | США     | МЕК   | ЮАР 9 |     |     |     | —     | 0    |
| 1964  | Cooper Car Co     | Cooper T73   | Coventry-Climax FWMV 1,5 V8 | D | МОН      | НИД    | БЕЛ | ФРА | ВЕЛ | ГЕР | АВТ | ИТА НКВ | США   | МЕК   |     |     |     | —     | 0    |
| 1965  | John Love         | Cooper T55   | Coventry-Climax FPF 1,5 L4  | D | ЮАР Сход | МОН    | БЕЛ | ФРА | ВЕЛ | НИД | ГЕР | ИТА     | США   | МЕК   |     |     |     | —     | 0    |
| 1967  | John Love         | Cooper T79   | Coventry-Climax FPF 2,7 L4  | F | ЮАР 2    | МОН    | НИД | БЕЛ | ФРА | ВЕЛ | ГЕР | КАН     | ИТА   | США   | МЕК |     |     | 11    | 6    |
| 1968  | Team Gunston      | Brabham BT20 | Repco 620 3,0 V8            | F | ЮАР 9    | ИСП    | МОН | БЕЛ | НИД | ФРА | ВЕЛ | ГЕР     | ИТА   | КАН   | США | МЕК |     | —     | 0    |
| 1969  | Team Gunston      | Lotus 49     | Ford Cosworth DFV 3,0 V8    | D | ЮАР Сход | ИСП    | МОН | НИД | ФРА | ВЕЛ | ГЕР | ИТА     | КАН   | США   | МЕК |     |     | —     | 0    |
| 1970  | Team Gunston      | Lotus 49     | Ford Cosworth DFV 3,0 V8    | D | ЮАР 8    | ИСП    | МОН | БЕЛ | НИД | ФРА | ВЕЛ | ГЕР     | АВТ   | ИТА   | КАН | США | МЕК | —     | 0    |
| 1971  | Team Peco/Gunston | March 701    | Ford Cosworth DFV 3,0 V8    | F | ЮАР Сход | ИСП    | МОН | НИД | ФРА | ВЕЛ | ГЕР | АВТ     | ИТА   | КАН   | США |     |     | —     | 0    |
| 1972  | Team Gunston      | Surtees TS9  | Ford Cosworth DFV 3,0 V8    | F | АРГ      | ЮАР 16 | ИСП | МОН | БЕЛ | ФРА | ВЕЛ | ГЕР     | АВТ   | ИТА   | КАН | США |     | —     | 0    |